# Batalla de Santa Cruz de Tenerife (1797)
La batalla de  Santa Cruz de Tenerife de 1797 fue una batalla iniciada por el almirante de la Marina británica, Horacio Nelson, contra la ciudad de Santa Cruz de Tenerife para someter al archipiélago canario al mandato de la Corona británica. Este intento por parte de los ingleses de conquistar la isla se vio frustrado por las fuerzas de defensa de la ciudad, las Milicias Canarias, bajo el mando del general Antonio Gutiérrez de Otero.

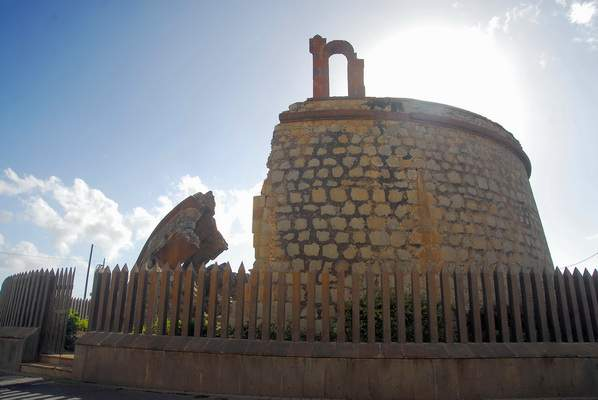
El Castillo de San Andrés jugó un importante papel en la defensa de Tenerife durante el ataque de Nelson.

## Antecedentes

### Planes de Nelson
El contralmirante Nelson contaba con los navíos HMS Theseus (74 cañones), HMS Culloden (74 cañones), HMS Zealous (74 cañones), HMS Leander (50 cañones), las fragatas HMS Emerald (36 cañones), HMS Seahorse (38 cañones), HMS Terpsichore (32 cañones), HMS Fox y la bombardera Rayo, capturada a los españoles. El comandante de la expedición organizó una fuerza de desembarco de aproximadamente 900 hombres para tomar la ciudad de Santa Cruz de Tenerife, que estaba protegida por varios fortines artillados situados en la costa y en las alturas.
- Primera fase: La maniobra de Nelson, en una primera fase, consistía en desembarcar en la playa de Valleseco (a unas dos millas al nordeste de la ciudad), avanzar hasta el montículo Altura, tomar por retaguardia el castillo de Paso Alto y desde allí negociar la rendición de la ciudad.

- Segunda fase: Si al finalizar la primera fase no se conseguía la rendición, se iniciaría una segunda fase, en la que se enviarían fuerzas para desembarcar en la ciudad y tomarla en combinación con las de Valleseco.

### Preparación de la defensa
Los planes de Nelson comenzaron a torcerse, ya que sus buques fueron avistados en la noche del 21 al 22 de julio y el gobernador de Tenerife, el teniente general Gutiérrez, dio la orden de preparar las defensas para un inminente ataque, por lo que reunió y desplegó por la zona todas las fuerzas isleñas de las que disponía, siendo en su gran mayoría milicias formadas por los propios vecinos de la isla (la defensa de cada una de las Islas Canarias corría a cargo de estas milicias, sin apenas militares venidos del resto de España, salvo algunos mandos), además de un destacamento francés.

## Los ataques

### Primer intento
En la madrugada del día 22 de julio, tres fragatas inglesas se situaron a unas tres millas de tierra, y comenzó el movimiento de dos formaciones de lanchas de desembarco hacia la costa. La primera, con 23 lanchas, se dirigió al barranco del Bufadero para llevar a cabo la primera fase del plan. La segunda, con 16 lanchas, navegó hacia Santa Cruz para realizar la segunda fase del plan. El hecho de que los defensores ya estuvieran alertados de los planes de Nelson y la presencia de vientos desfavorables, hicieron fracasar este primer intento.

### Segundo intento
Sobre las diez de la mañana del día 22, las fragatas inglesas fueron remolcadas por las lanchas para fondear todo lo cerca que pudieron del Bufadero, y se produjo el desembarco de unos 1000 hombres en la playa de Valleseco. A pesar de que tomaron una pequeña cota, no pudieron progresar al encontrarse con el fuego cruzado de los defensores, que disparaban desde el castillo de Paso Alto y desde otras posiciones fortificadas; luego no pudieron tomar dicho castillo. Además, el teniente general Gutiérrez envió refuerzos para ocupar los pasos de Valleseco, que se prepararon para frenar una posible incursión en la ciudad de los asaltantes de Paso Alto. Tras un intercambio de fuego el 23 de julio y debido a lo escabroso del terreno, a la imposibilidad de movimientos y a la carencia de fuego naval de apoyo, los ingleses iniciaron su retirada y se reembarcaron en la noche del 23 al 24 de julio. El segundo intento tampoco resultó exitoso.

### Tercer y último intento
Las fragatas inglesas levaron anclas y se alejaron de la costa. Mientras tanto, Gutiérrez, esperando un nuevo ataque, cambió su despliegue; dejó un pequeño destacamento en Paso Alto, concentró fuerzas para la defensa de la ciudad, reforzó las defensas de los puertos y mantuvo la alerta en las instalaciones defensivas.
A la vista de sus dos fracasos, Nelson decidió atacar frontalmente Santa Cruz, con un desembarco en el muelle al frente de sus tropas; el capitán de navío Troubridge, anterior jefe de la fuerza de desembarco, también iba a participar en el asalto. Trataba de desembarcar en masa en el muelle, tomar el Castillo de San Cristóbal y desplegarse en la plaza de la Pila para reprimir cualquier conato de insurrección popular.
A última hora del 24 de julio, los ingleses llevaron a cabo la preparación del desembarco. Unos 700 soldados embarcaron en seis grupos de lanchas, 180 embarcaron en la balandra Fox y otros 80 lo hicieron en una goleta apresada a los españoles.

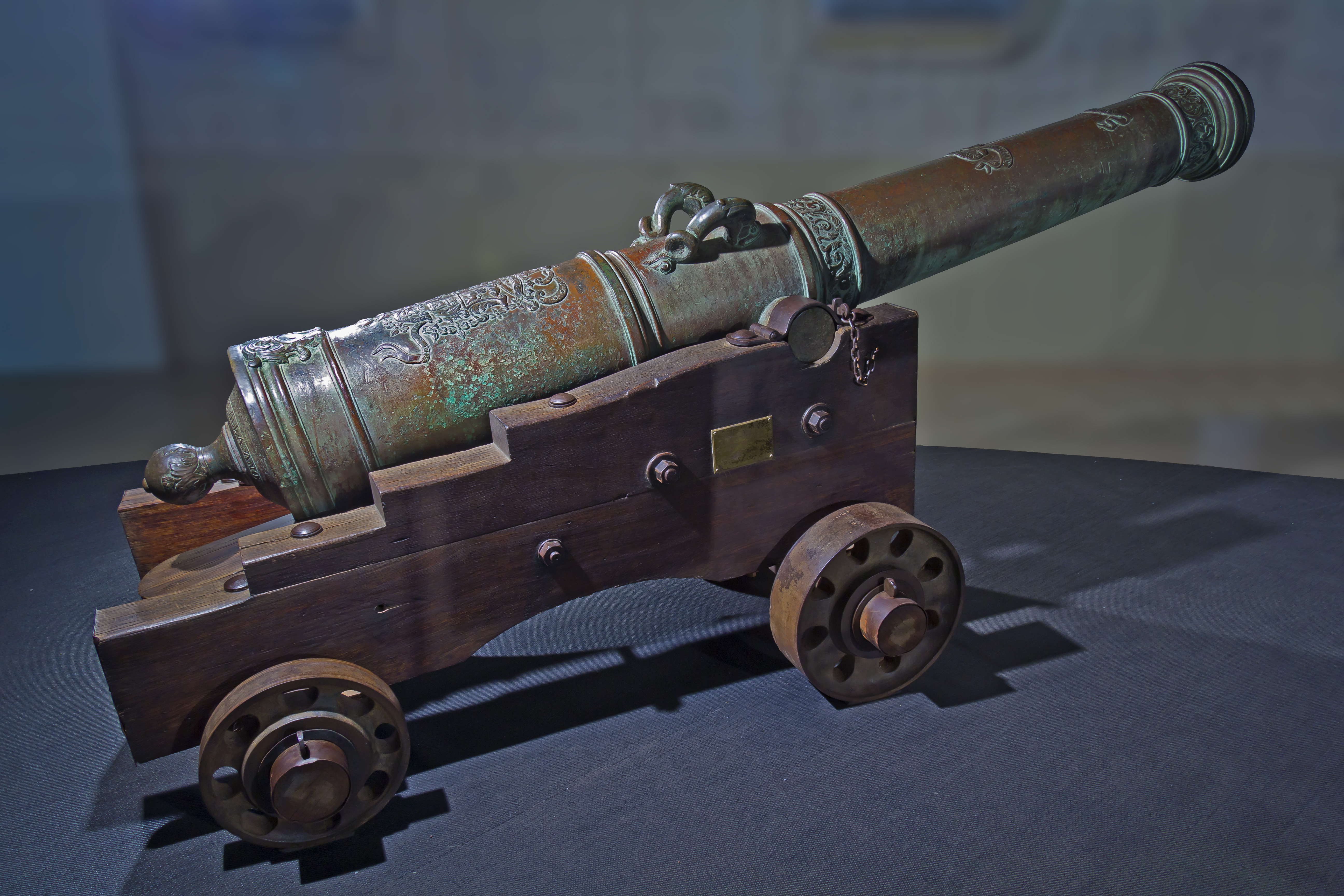
Cañón Tigre, el cañón que le arrancó el brazo a Nelson.

A primera hora del 25 de julio, las lanchas de desembarco comenzaron a navegar hacia el muelle, en plena noche, con visibilidad escasa y prácticamente en silencio total. Según parece, los ingleses cubrían sus lanchas con lonas, para evitar ser descubiertos, pero la fragata española San José las detectó y dio la alarma, y el castillo de Paso Alto hizo lo mismo. Las baterías hicieron fuego sobre las fuerzas invasoras, y al mismo tiempo la resaca dispersó las lanchas. Solamente tres grupos pudieron dirigirse al muelle, de los que únicamente lograron desembarcar los hombres de cinco lanchas. Las restantes se estrellaron contra las rocas, donde tuvieron que soportar el fuego de la artillería y la infantería españolas. Al mismo tiempo, las baterías defensoras hicieron blanco sobre la Fox, le causaron 97 muertos y gran cantidad de heridos, y terminaron por enviarla al fondo del océano con mucho material y municiones.
Nelson viajaba en el cuarto bote de los que lograron desembarcar, pero antes de llegar a tierra firme recibió un impacto procedente del cañón Tigre, que le destrozó el brazo, obligando a evacuarle de inmediato. El cañón es conservado en el Centro de Interpretación del Castillo de San Cristóbal, en Santa Cruz de Tenerife, con muchos otros objetos. Como las banderas del buque insignia, el HMS Theseus (74 cañones), y de la fragata HMS Emerald (36 cañones). Los tres grupos de lanchas restantes, arrastrados por el mar, fueron castigados por la artillería, y algunas desembarcaron al sur de la ciudad. Unas cuantas, dirigidas por Trowbridge lo hicieron en la playa de la Caleta y llegaron a la plaza de la Pila para aguardar la llegada de las demás. La mayoría de las unidades desembarcó en la playa de las Carnicerías, desde donde avanzaron por tierra con cierto éxito hasta que fueron arrinconados en la plaza de Santo Domingo. A Trowbridge se le agotó la paciencia y dejó la plaza de la Pila para unirse a los atacantes de Santo Domingo, donde fueron rodeados por los defensores, que les obligaron a refugiarse en el convento de Santo Domingo.

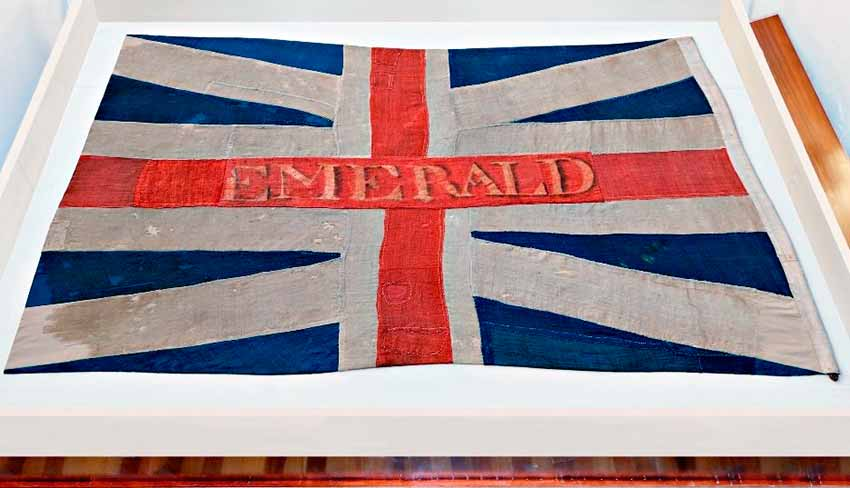
Bandera de la fragata HMS Emerald, tomada a los británicos y conservada en el Museo Histórico Militar de Canarias.

El teniente Vicente Siera capturó cinco soldados ingleses en la plaza de la Pila y los entregó al General Gutiérrez, dándole información sobre la situación de las fuerzas británicas encerradas en el Convento, lo que levantó el ánimo de Gutiérrez que estaba mal informado y creía que estaba perdiendo la batalla.
Gutiérrez, de forma presta, movió sus fuerzas y fijó a los británicos en sus posiciones. Ocupó el muelle para evitar la llegada de refuerzos y aumentó la intensidad del cerco alrededor de la iglesia de Santo Domingo. Todos los intentos de ayuda de Nelson a sus hombres cercados fueron infructuosos. Aquella situación llevó a Trowbridge a negociar con Gutiérrez, y logró una capitulación honrosa y la salvación de la vida de sus hombres. El tercer y último intento también fracasó.
La rendición se firmó el día 25, y los más de 300 ingleses que estaban en Santo Domingo desfilaron hacia la plaza de la Pila y reembarcaron en embarcaciones inglesas y algunas españolas.

## Cifras
En aquel ataque, en el que Nelson afirmó que había tenido que luchar contra 8000 defensores, cuando en realidad solo fueron 1700, los británicos sufrieron grandes pérdidas tanto humanas como materiales. Según el parte rendido por Nelson a Jervis, tuvo un total de 349 bajas (44 muertos en combate, 177 ahogados, 5 desaparecidos y 123 heridos). En cambio, las bajas españolas se redujeron a 72 (32 muertos y 40 heridos).

## Recreación actual
Cada año en el mes de julio tiene lugar la Recreación de la Gesta del 25 de julio, en la que soldados, ataviados con fieles reproducciones de uniformes y armamento de la época, rememoran la victoria de Santa Cruz de Tenerife sobre las tropas británicas.
Además, existe en la ciudad de Santa Cruz una estatua popularmente llamada "El Grito" o "La pescadora embarazada" que conmemora este hecho histórico para el Archipiélago Canario.
El compositor albaceteño Ricardo Mollá compuso "La Batalla de Tenerife", un poema sinfónico que conmemora la Gesta del 25 de julio. Esta composición se estrenó el 20 de septiembre de 2019 por parte de la Banda Sinfónica de Tenerife, bajo la dirección del propio compositor, en el Museo Histórico Militar de Tenerife.